# Abbey Willcox
Abbey Willcox (27 november 1996) is een Australische freestyleskiester.

## Carrière
Bij haar wereldbekerdebuut, in januari 2019 in Lake Placid, scoorde Willcox direct wereldbekerpunten. In februari 2020 stond de Australische in Deer Valley voor de eerste maal in haar carrière op het podium van een wereldbekerwedstrijd.

## Resultaten

### Wereldbeker
Eindklasseringen
| Seizoen   | Algm | AE  |
| --------- | ---- | --- |
| 2018/2019 | 87e  | 16e |
| 2019/2020 | 42e  | 7e  |